# Reserva india Rosebud
Rosebud es una de las reservas de los pueblos siux. Fue creada el 2 de marzo de 1889 y tiene un total de 922.759 acres (504.410 tribales). La capital es Rosebud y el territorio se divide en 12 distritos: Ideal, Butte Creek/Okreek, Antelope, Saint Francis, Ring Thunder /Soldier Creek, Grass Mountain/Upper Cut Meat, Swift Bear, Parmelee, Rosebud, Black Pipe/He Dog, Corn Creek/Horse Creek y Bull Creek/Milks Camp. Ocupa los condados de Gregory, Mellette, Todd, Tripp, y parte de Lyman (Dakota del Sur)
Fue creada para las facciones Upper Brulé y Sicangu Oyate. La población era de 24.134 en 2001 (30.175 en el rol tribal). La economía se basa en la agricultura y la ganadería. La tasa de paro es del 45 %.